# Interstate 195 (Maine)
Pour les articles homonymes, voir Interstate 195.
L'Interstate 195 (I-195), aussi nommée la Saco Industrial Spur, est une courte autoroute auxiliaire parcourant 1,55 mile (2,49 km) dans l'est du comté de York, dans le Maine. L'autoroute, entièrement située dans la ville de Saco, permet d'accéder au centre-ville de la ville ainsi qu'à la station balnéaire de Old Orchard Beach depuis l'I-95 (Maine Turnpike).
Le terminus ouest de l'I-195 à l'I-95 comporte des vestiges d'une rampe d'accès et le viaduc de l'I-195 est assez large pour accommoder deux voies et un accotement, mais n'a qu'une voie.

## Description du tracé
L'I-195 débute à un échangeur avec l'I-95 (Maine Turnpike) à Saco, une ville du comté de York. Après cet échangeur, l'I-195 se dirige vers le sud-est. Elle passe par un poste de péage avant d'entrer dans le parc industriel de Saco. Elle y a un échangeur avec une voie locale. Après cet échangeur, l'I-195 continue vers le sud-est et croise la US 1. Elle continue ensuite pour prendre fin à une intersection à niveau avec la SR 5 aux limites entre les villes de Saco et de Saco Old Orchard Beach. La route se poursuit à l'est comme Ocean Park Road.

## Liste des sorties
| Interstate 195                                    |              |      |      |                                  |                                                  |                                                                        |
| Comté                                             | Municipalité | mi   | km   | Sortie                           | Intersections / Destinations                     | Notes                                                                  |
| York                                              | Saco         | 0,00 | 0,00 | —                                | I-95 / Maine Turnpike – Kittery, Portland        | Sortie 36 de l'I-95                                                    |
| York                                              | Saco         | 0,36 | 0,58 | Poste de péage (direction ouest) | Poste de péage (direction ouest)                 | Poste de péage (direction ouest)                                       |
| York                                              | Saco         | 0,49 | 0,79 | 1                                | Vers SR 112 (en) / Industrial Park Road          |                                                                        |
| York                                              | Saco         | 1,56 | 2,51 | 2A                               | US 1 sud / SR 5 (en) nord – Centre-ville de Saco | Pas d'entrée en direction ouest; terminus ouest du multiplex avec SR 5 |
| York                                              | Saco         | 1,56 | 2,51 | 2B                               | US 1 nord (Portland Road) – Saco                 | Pas d'entrée en direction ouest; terminus ouest du multiplex avec SR 5 |
| York                                              | Saco         | 2,41 | 3,88 | —                                | SR 5 (en) sud – Old Orchard Beach                | Intersection à niveau; terminus est du multiplex avec SR 5             |
| - Terminus de multiplex - Péage - Accès incomplet |              |      |      |                                  |                                                  |                                                                        |